# Niederfladnitz (zámek)
Zámek Niederfladnitz (česky Dolní Blatnice)[zdroj?] je v městě Hardegg (část Niederfladnitz), leží na silnici B30 Thayatalské západně od města Retzu v okrese Hollabrunn v rakouské spolkové zemi Dolní Rakousy ve Waldviertelu (Lesní čtvrti).

## Historie
V roce 1279 je znám Otto z Vlednitz. Vévoda Albrecht II. Habsburský (1397–1439) přenechal v roce 1425 panství Kaja, k němuž patřil také Niederfladnitz, Ulrichovi z Eyczingu.
Na počátku 16. století přemístil Eyczinger své sídlo z hradu Kaja na Niederfladnitz. Z toho důvodu nechal statkový dvůr přestavět s úmyslem vytvořit pohodlné sídlo. Ovšem budovaný zámek jako správní sídlo se však měnil v reprezentativní palác. V roce 1615 přešel Niederfladnitz jako část panství Kaja dědictvím na rodinu Trautson. Taktéž palác jako správní sídlo, ale nikoliv jako bydliště.
Roku 1775 vlastnila rodina knížete Auersperga Niederfladnitz a Kaja.
V letech 1944 a 1945 byli sem v době nacismu nasazeni na nucené práce Židé z Maďarska na práce v zemědělství a lesnictví. V roce 1945 Kaja byl zříceninou a zámek Niederfladnitz se dostal do vlastnictví rodiny Waldsteinů.

### Zámek dnes
Dnes je v zámku v držení obce Hardegg, v prostém zámku je mezi jiným také mateřská škola.

### Sousední zámky
Sousedními hrady a zámky jsou:
- Hardegg (hrad)
- Kaja (zřícenina hradu)
- Fronsburg (zámek)
- Riegersburg (zámek)
- Karlslust (zámek)
- Nový Hrádek (Znojmo) – v České republice